# Saint-Germain-sous-Doue
Pour les articles homonymes, voir Saint-Germain.
Saint-Germain-sous-Doue est une commune française située dans le département de Seine-et-Marne en région Île-de-France.

## Géographie

### Localisation
Saint-Germain-sous-Doue est situé à 8 km au nord-est de Coulommiers.

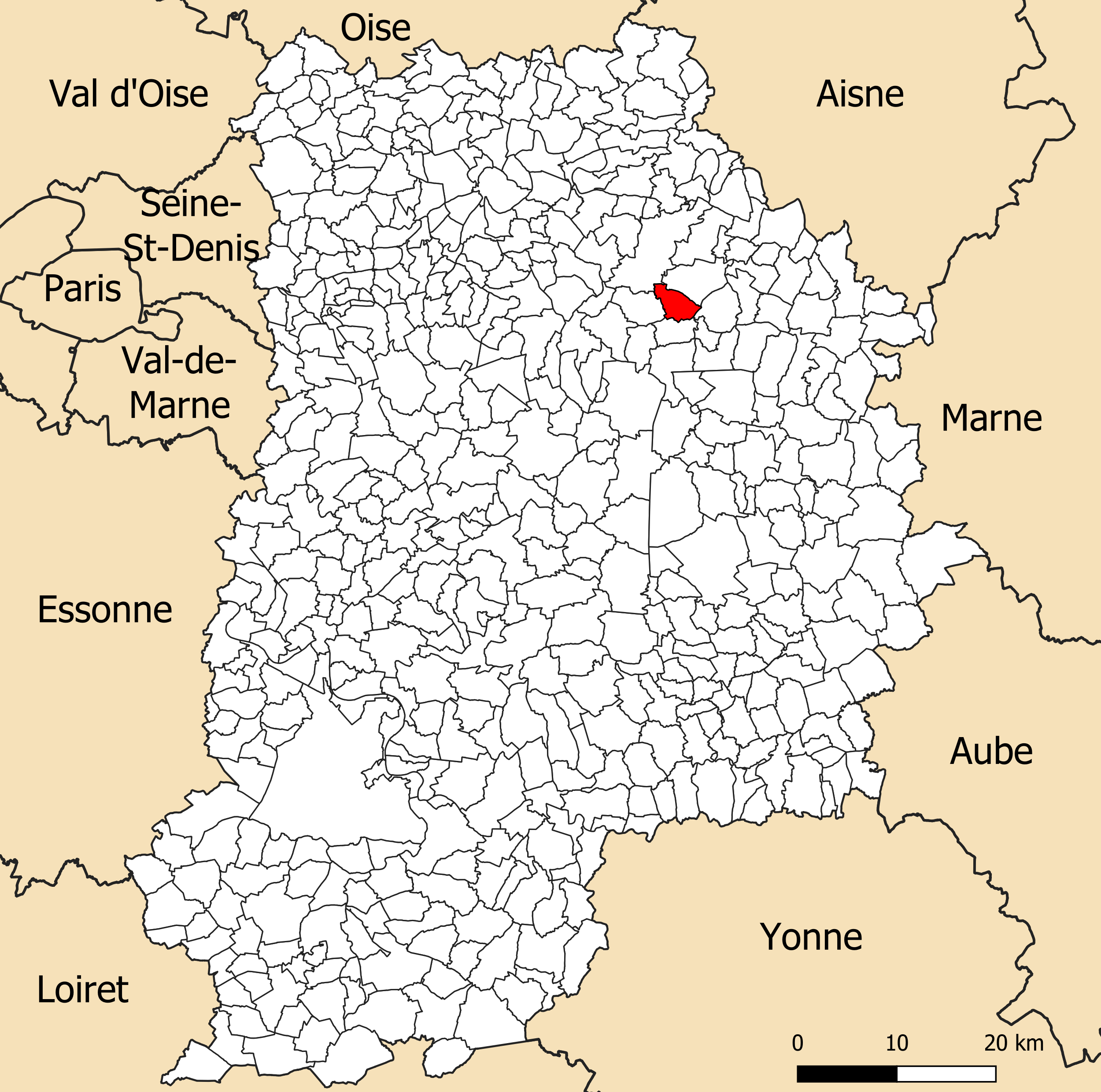
Localisation de la commune de Saint-Germain-sous-Doue dans le département de Seine-et-Marne.

### Communes limitrophes

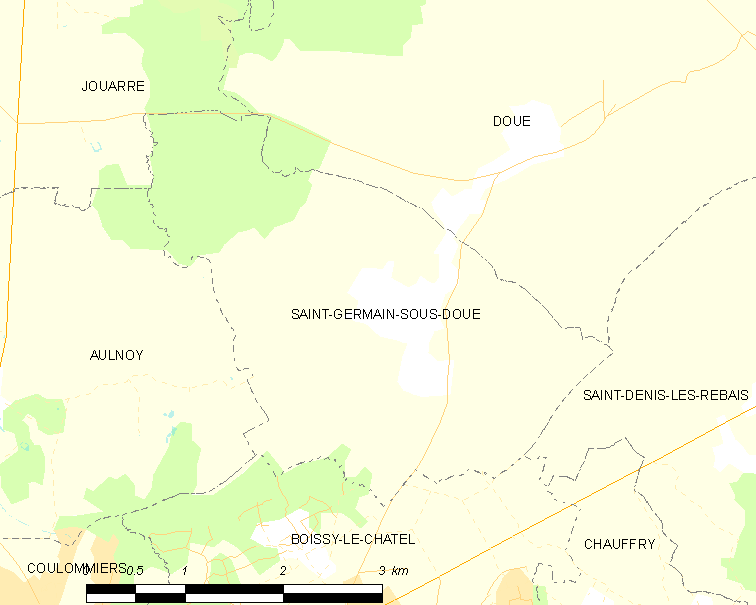
Carte des communes limitrophes de Saint-Germain-sous-Doue.

| Jouarre |                         | Doue                   |
|         | Saint-Germain-sous-Doue |                        |
| Aulnoy  | Boissy-le-Châtel        | Saint-Denis-lès-Rebais |

### Géologie et relief
L'altitude de la commune varie de 106 mètres à 161 mètres pour le point le plus haut, le centre du bourg se situant à environ 130 mètres d'altitude (mairie). Elle est classée en zone de sismicité 1, correspondant à une sismicité très faible.

### Hydrographie

#### Réseau hydrographique

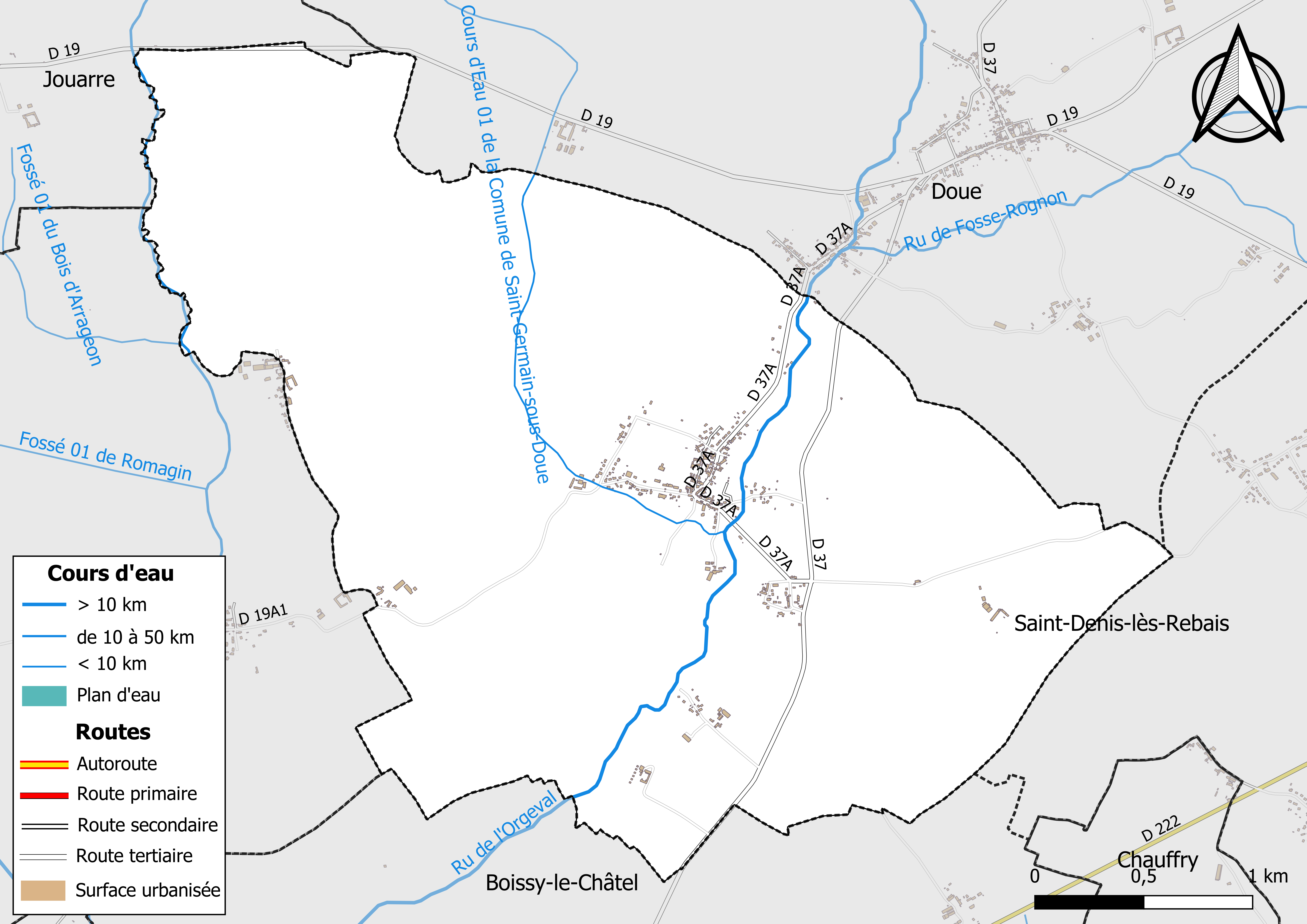
Carte des réseaux hydrographique et routier de Saint-Germain-sous-Doue.

Le réseau hydrographique de la commune se compose de trois cours d'eau référencés :
- le ru de Orgeval, long de 12,81 km[3] ;
  - le cours d'eau 01 de la Commune de Saint-Germain-sous-Doue, 5 km[4], qui conflue avec l'Orgeval ;
- le ru de Bourgogne, 7,50 km[5], qui conflue dans le ru du Rognon.

La longueur totale des cours d'eau sur la commune est de 6,03 km.

#### Gestion des cours d'eau
Afin d’atteindre le bon état des eaux imposé par la Directive-cadre sur l'eau du 23 octobre 2000, plusieurs outils de gestion intégrée s’articulent à différentes échelles : le SDAGE, à l’échelle du bassin hydrographique, et le SAGE, à l’échelle locale. Ce dernier fixe les objectifs généraux d’utilisation, de mise en valeur et de protection quantitative et qualitative des ressources en eau superficielle et souterraine. Le département de Seine-et-Marne est couvert par six SAGE, au sein du bassin Seine-Normandie.
La commune fait partie du SAGE « Petit et Grand Morin », approuvé le 21 octobre 2016. Le territoire de ce SAGE comprend les bassins du Petit Morin (630 km2) et du Grand Morin (1 185 km2). Le pilotage et l’animation du SAGE sont assurés par le syndicat mixte d'aménagement et de gestion des Eaux (SMAGE) des 2 Morin, qualifié de « structure porteuse ».

### Climat
Pour des articles plus généraux, voir Climat de l'Île-de-France et Climat de Seine-et-Marne.
En 2010, le climat de la commune est de type climat océanique dégradé des plaines du Centre et du Nord, selon une étude du CNRS s'appuyant sur une série de données couvrant la période 1971-2000. En 2020, Météo-France publie une typologie des climats de la France métropolitaine dans laquelle la commune est exposée à un climat océanique altéré et est dans la région climatique Nord-est du bassin Parisien, caractérisée par un ensoleillement médiocre, une pluviométrie moyenne régulièrement répartie au cours de l’année et un hiver froid (3 °C).
Pour la période 1971-2000, la température annuelle moyenne est de 10,6 °C, avec une amplitude thermique annuelle de 15,2 °C. Le cumul annuel moyen de précipitations est de 735 mm, avec 11,8 jours de précipitations en janvier et 8,2 jours en juillet. Pour la période 1991-2020, la température moyenne annuelle observée sur la station météorologique la plus proche, située sur la commune de Saint-Cyr-sur-Morin à 7 km à vol d'oiseau, est de 11,2 °C et le cumul annuel moyen de précipitations est de 814,8 mm,. Pour l'avenir, les paramètres climatiques de la commune estimés pour 2050 selon différents scénarios d'émission de gaz à effet de serre sont consultables sur un site dédié publié par Météo-France en novembre 2022.

### Milieux naturels et biodiversité
Aucun espace naturel présentant un intérêt patrimonial n'est recensé sur la commune dans l'inventaire national du patrimoine naturel,,.

## Urbanisme

### Typologie
Au 1er janvier 2024, Saint-Germain-sous-Doue est catégorisée bourg rural, selon la nouvelle grille communale de densité à sept niveaux définie par l'Insee en 2022.
Elle est située hors unité urbaine. Par ailleurs la commune fait partie de l'aire d'attraction de Paris, dont elle est une commune de la couronne,. Cette aire regroupe 1 929 communes,.

### Lieux-dits et écarts
La commune compte 73 lieux-dits administratifs répertoriés consultables ici (source : le fichier Fantoir) dont Malemboust, le Fayet. la Barrée, la Noue, Bellevue, Montberneux.

### Occupation des sols
L'occupation des sols de la commune, telle qu'elle ressort de la base de données européenne d’occupation biophysique des sols Corine Land Cover (CLC), est marquée par l'importance des territoires agricoles (78,5 % en 2018), en diminution par rapport à 1990 (81,9 %). La répartition détaillée en 2018 est la suivante : 
terres arables (71% ), forêts (15,4% ), prairies (7,5% ), zones urbanisées (3,4% ), milieux à végétation arbustive et/ou herbacée (2,7 %).
Parallèlement, L'Institut Paris Région, agence d'urbanisme de la région Île-de-France, a mis en place un inventaire numérique de l'occupation du sol de l'Île-de-France, dénommé le MOS (Mode d'occupation du sol), actualisé régulièrement depuis sa première édition en 1982. Réalisé à partir de photos aériennes, le Mos distingue les espaces naturels, agricoles et forestiers mais aussi les espaces urbains (habitat, infrastructures, équipements, activités économiques, etc.) selon une classification pouvant aller jusqu'à 81 postes, différente de celle de Corine Land Cover,,. L'Institut met également à disposition des outils permettant de visualiser par photo aérienne l'évolution de l'occupation des sols de la commune entre 1949 et 2018.

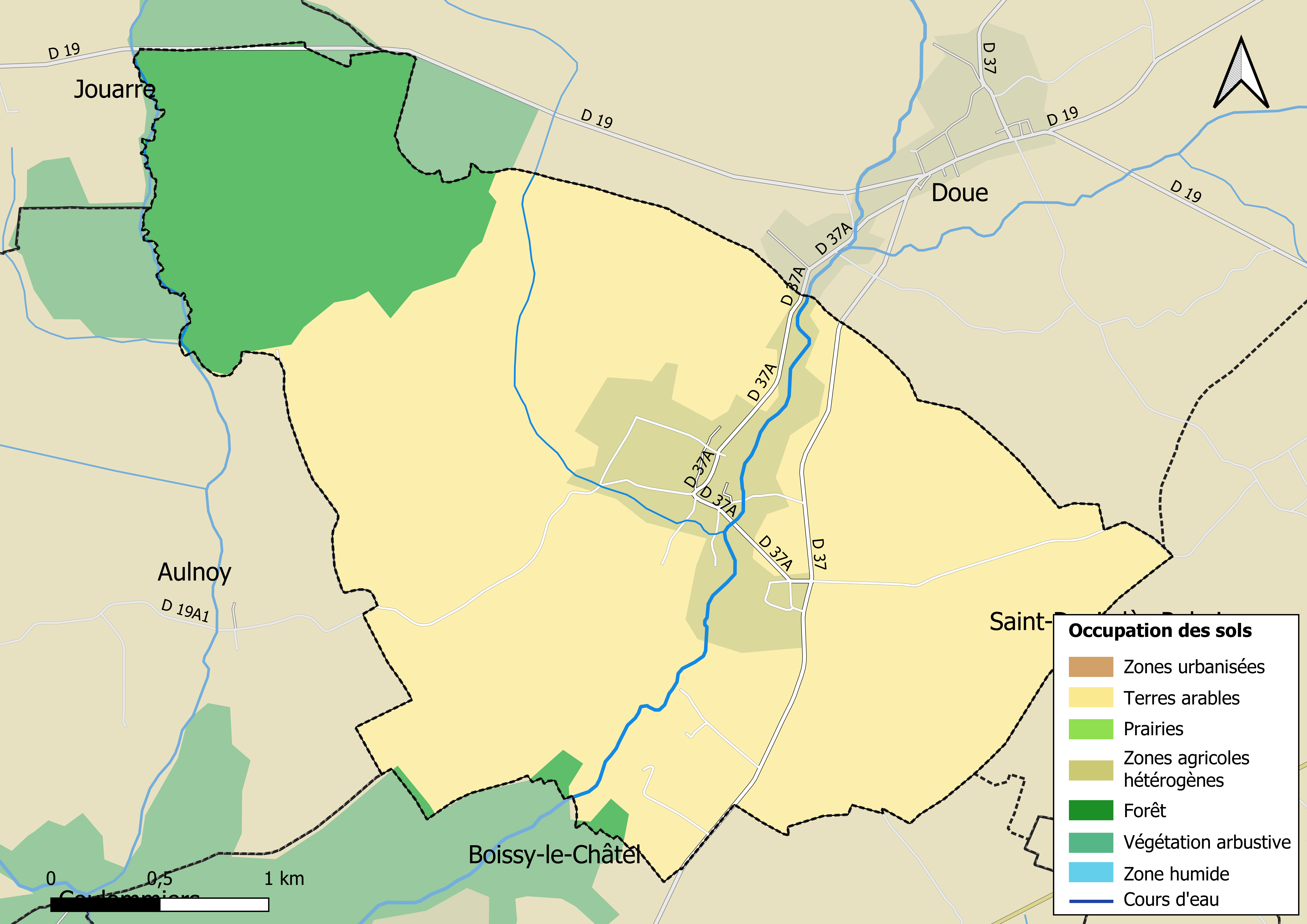
Carte des infrastructures et de l'occupation des sols en 2018 (CLC) de la commune.
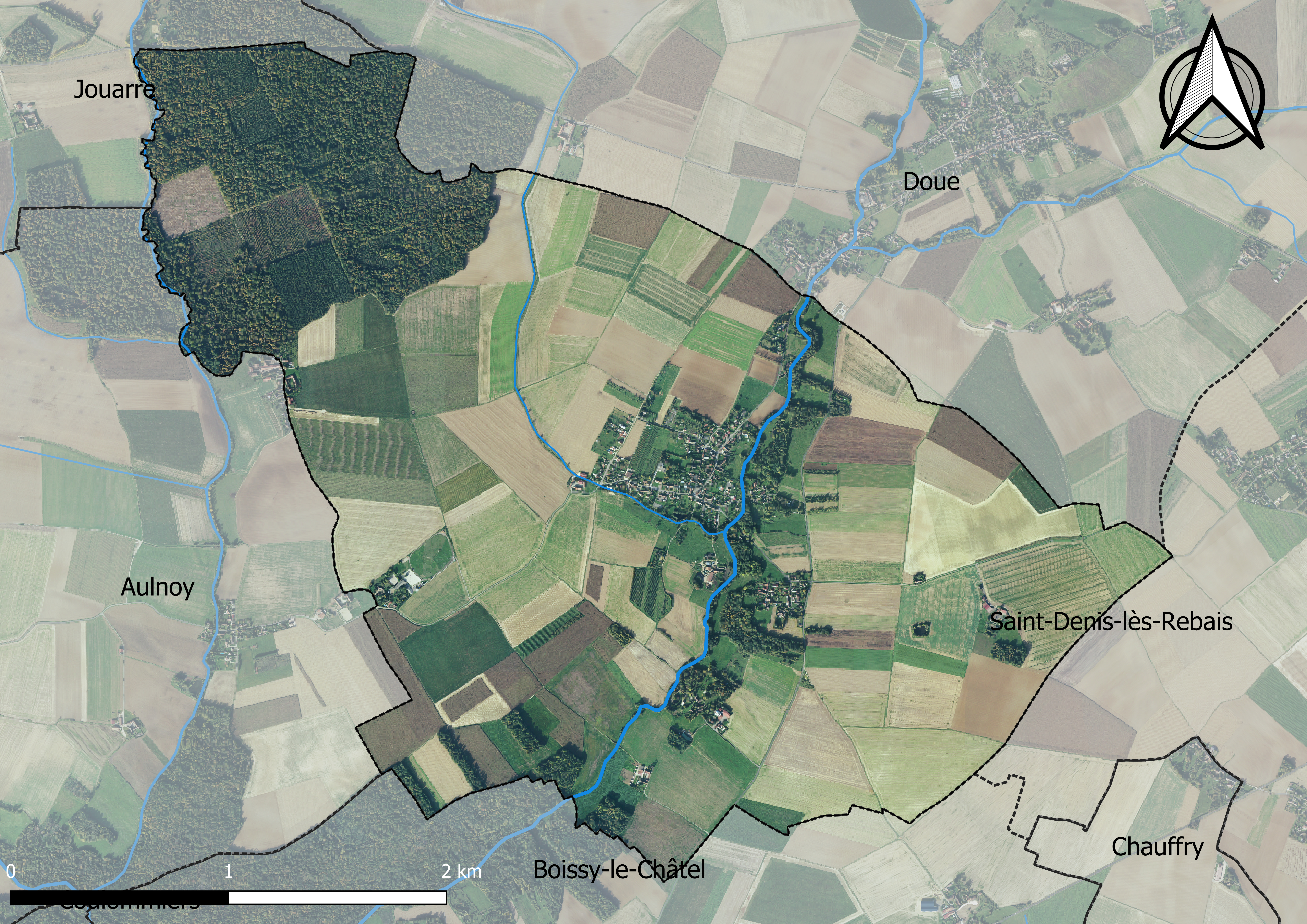
Carte orhophotogrammétrique de la commune.

### Planification
La commune disposait en 2019 d'un plan local d'urbanisme approuvé. Un plan local d'urbanisme intercommunal couvrant le territoire de la communauté de communes des Deux Morin, prescrit le 28 juin 2018, était en élaboration,. Le zonage réglementaire et le règlement associé peuvent être consultés sur le Géoportail de l'urbanisme.

### Logement
En 2016, le nombre total de logements dans la commune était de 202 dont 99 % de maisons et 1 % d'appartements.
Parmi ces logements, 89,8 % étaient des résidences principales, 5,9 % des résidences secondaires et 4,3 % des logements vacants.
La part des ménages fiscaux propriétaires de leur résidence principale s'élevait à 95,1 % contre 4,3 % de locataires et 0,5 % logés gratuitement.

## Toponymie

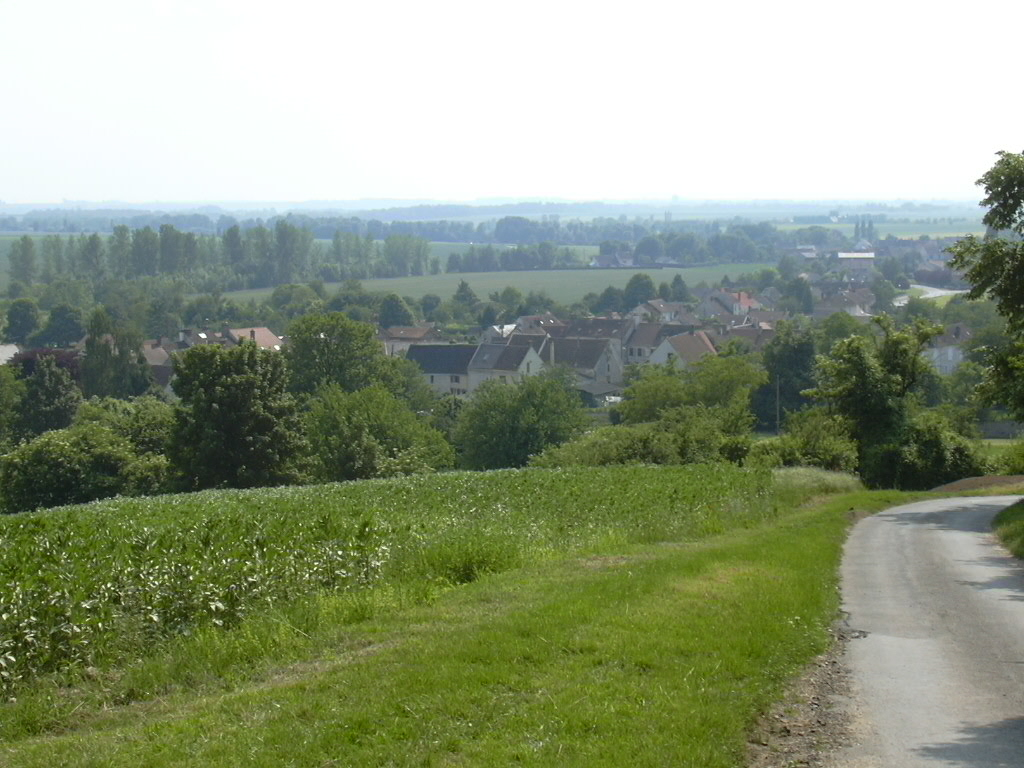
« La Butte de Doue ».

Le nom de la localité est mentionné sous les formes Sanctus Germanus vers 1180 ; Ecclesia Sancti Germani subtus Doam en 1268 ; Sanctus Germanus juxta Doam en 1353 ; Saint Germain en 1398.
Hagiotoponyme issu du saint éponyme, Saint-Germain de Paris.

Saint-Germain-sous-Doue est situé près de « la Butte de Doue », riche en vestiges préhistoriques.
Au cours de la Révolution française, la commune porte le nom de Bellefontaine en l'an II (1789) ; Balle Fontaine en 1793.

## Histoire
Le 2 octobre 1944, un missile balistique V2 s'écrase sur Saint-Germain-sous-Doue.

## Politique et administration

### Liste des maires
| Période                                  | Période  | Identité         | Étiquette | Qualité     |
| ---------------------------------------- | -------- | ---------------- | --------- | ----------- |
| Les données manquantes sont à compléter. |          |                  |           |             |
| mars 1989                                | 2020     | Bernard Sevestre |           | Retraité    |
| 2020                                     | En cours | Yvan Sevestre    |           | agriculteur |

## Équipements et services

### Eau et assainissement
L’organisation de la distribution de l’eau potable, de la collecte et du traitement des eaux usées et pluviales relève des communes. La loi NOTRe de 2015 a accru le rôle des EPCI à fiscalité propre en leur transférant cette compétence. Ce transfert devait en principe être effectif au 1er janvier 2020, mais la loi Ferrand-Fesneau du 3 août 2018 a introduit la possibilité d’un report de ce transfert au 1er janvier 2026,.

#### Assainissement des eaux usées
En 2020, la commune de Saint-Germain-sous-Doue ne dispose pas d'assainissement collectif,.
L’assainissement non collectif (ANC) désigne les installations individuelles de traitement des eaux domestiques qui ne sont pas desservies par un réseau public de collecte des eaux usées et qui doivent en conséquence traiter elles-mêmes leurs eaux usées avant de les rejeter dans le milieu naturel. Le Syndicat mixte d'assainissement du Nord-Est  (SIANE) assure pour le compte de la commune le service public d'assainissement non collectif (SPANC), qui a pour mission de vérifier la bonne exécution des travaux de réalisation et de réhabilitation, ainsi que le bon fonctionnement et l’entretien des installations,.

#### Eau potable
En 2020, l'alimentation en eau potable est assurée par le syndicat de l'Eau de l'Est seine-et-marnais (S2E77) qui gère le service en régie,,.

## Population et société

### Démographie
L'évolution du nombre d'habitants est connue à travers les recensements de la population effectués dans la commune depuis 1793. Pour les communes de moins de 10 000 habitants, une enquête de recensement portant sur toute la population est réalisée tous les cinq ans, les populations de référence des années intermédiaires étant quant à elles estimées par interpolation ou extrapolation. Pour la commune, le premier recensement exhaustif entrant dans le cadre du nouveau dispositif a été réalisé en 2007.

En 2022, la commune comptait 553 habitants, en évolution de +5,13 % par rapport à 2016 (Seine-et-Marne : +3,92 %, France hors Mayotte : +2,11 %).
| 1793 | 1800 | 1806 | 1821 | 1831 | 1836 | 1841 | 1846 | 1851 |
| ---- | ---- | ---- | ---- | ---- | ---- | ---- | ---- | ---- |
| 376  | 409  | 394  | 432  | 522  | 511  | 513  | 485  | 455  |

| 1856 | 1861 | 1866 | 1872 | 1876 | 1881 | 1886 | 1891 | 1896 |
| ---- | ---- | ---- | ---- | ---- | ---- | ---- | ---- | ---- |
| 482  | 415  | 438  | 396  | 363  | 382  | 373  | 390  | 358  |

| 1901 | 1906 | 1911 | 1921 | 1926 | 1931 | 1936 | 1946 | 1954 |
| ---- | ---- | ---- | ---- | ---- | ---- | ---- | ---- | ---- |
| 382  | 400  | 321  | 300  | 294  | 308  | 293  | 278  | 300  |

| 1962 | 1968 | 1975 | 1982 | 1990 | 1999 | 2006 | 2007 | 2012 |
| ---- | ---- | ---- | ---- | ---- | ---- | ---- | ---- | ---- |
| 292  | 245  | 229  | 268  | 364  | 382  | 461  | 472  | 485  |

| 2017 | 2022 | - | - | - | - | - | - | - |
| ---- | ---- | - | - | - | - | - | - | - |
| 537  | 553  | - | - | - | - | - | - | - |

### Médias
La ville de Coulommiers et les communes environnantes (Mouroux, Boissy-le-Châtel, Aulnoy, Chailly-en-Brie, Chauffry, Faremoutiers, Pommeuse, Giremoutiers, Saint-Germain-sous-Doue) ont été choisies pour être les premières à passer au tout numérique pour la diffusion de la télévision hertzienne. Depuis le 8 novembre 2008, l'émetteur de Mouroux, site des Parrichets, diffuse la TNT. L'extinction du signal analogique a eu lieu le 5 février 2009.

## Économie

### Revenus de la population et fiscalité
En 2018, le nombre de ménages fiscaux de la commune était de 189, représentant 568 personnes et la  médiane du revenu disponible par unité de consommation  de 26 370 euros.

### Emploi
En 2017 , le nombre total d’emplois dans la zone était de 49, occupant 278 actifs  résidants.
Le taux d'activité de la population (actifs ayant un emploi) âgée de 15 à 64 ans s'élevait à 74,1 % contre un taux de chômage de 6,9 %. 
Les 18,9 % d’inactifs se répartissent de la façon suivante : 10,4 % d’étudiants et stagiaires non rémunérés, 4,3 % de retraités ou préretraités et 4,3 % pour les autres inactifs.

### Secteurs d'activité

#### Entreprises et commerces
En 2019, le nombre d’unités légales et d’établissements (activités marchandes hors agriculture) par secteur d'activité était de 23 dont 1 dans l’industrie manufacturière, industries extractives et autres, 6 dans la construction, 6 dans le commerce de gros et de détail, transports, hébergement et restauration, 4 dans l’Information et communication, 1 dans les activités immobilières, 6 dans les activités spécialisées, scientifiques et techniques et activités de services administratifs et de soutien et 2 dans l’administration publique, enseignement, santé humaine et action sociale.
En 2020, 5 entreprises ont été créées sur le territoire de la commune, dont 4 individuelles.
Au 1er janvier 2021, la commune ne disposait pas d’hôtel et de terrain de camping.

#### Agriculture
Saint-Germain-sous-Doue est dans la petite région agricole dénommée la « Brie laitière » (anciennement Brie des étangs), une partie de la Brie à l'est de Coulommiers. En 2010, l'orientation technico-économique de l'agriculture sur la commune est diverses cultures (hors céréales et oléoprotéagineux, fleurs et fruits).
Si la productivité agricole de la Seine-et-Marne se situe dans le peloton de tête des départements français, le département enregistre un double phénomène de disparition des terres cultivables (près de 2 000 ha par an dans les années 1980, moins dans les années 2000) et de réduction d'environ 30 % du nombre d'agriculteurs dans les années 2010. Cette tendance se retrouve au niveau de la commune où le nombre d’exploitations est passé de 10 en 1988 à 9 en 2010. Parallèlement, la taille de ces exploitations augmente, passant de 53 ha en 1988 à 104 ha en 2010.
Le tableau ci-dessous présente les principales caractéristiques des exploitations agricoles de Saint-Germain-sous-Doue, observées sur une période de 22 ans : 
|                                      | 1988 | 2000 | 2010 |
| ------------------------------------ | ---- | ---- | ---- |
| Dimension économique,                |      |      |      |
| Nombre d’exploitations (u)           | 10   | 9    | 9    |
| Travail (UTA)                        | 15   | 14   | 14   |
| Surface agricole utilisée (ha)       | 528  | 838  | 932  |
| Cultures                             |      |      |      |
| Terres labourables (ha)              | 456  | 797  | 876  |
| Céréales (ha)                        | 335  | 544  | 583  |
| dont blé tendre (ha)                 | 227  | 379  | 377  |
| dont maïs-grain et maïs-semence (ha) | 94   | 160  | s    |
| Tournesol (ha)                       | s    |      |      |
| Colza et navette (ha)                | s    | s    | s    |
| Élevage                              |      |      |      |
| Cheptel (UGBTA)                      | 136  | 166  | 277  |

## Culture locale et patrimoine

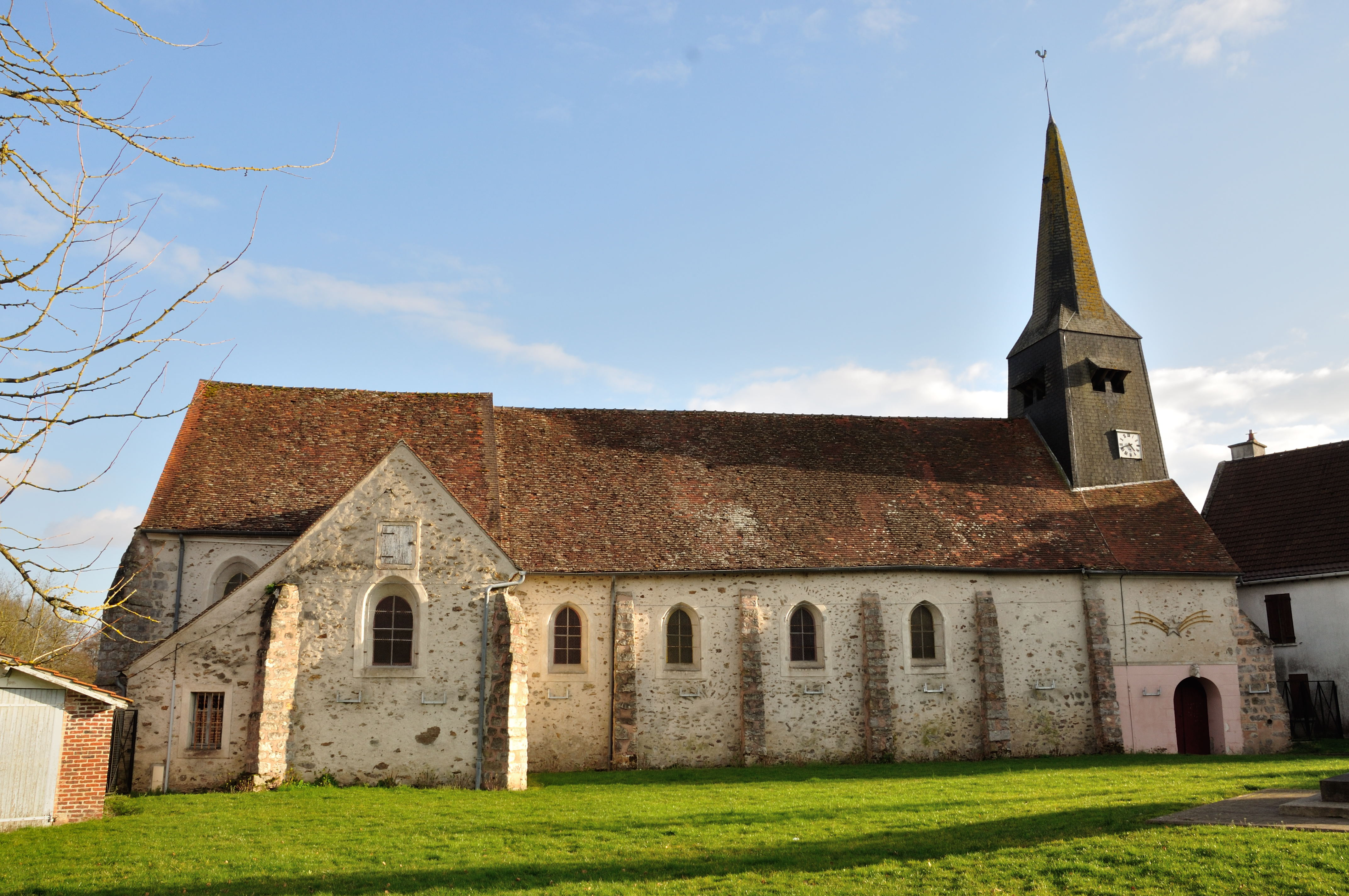
L'église Saint-Germain.

### Lieux et monuments
- L'église Saint-Germain.
- La ferme de la Bergeresse.
- La source Saint-Cosme.

### Personnalités liées à la commune
- Lucien Rousselot (1900-1992), peintre et illustrateur militaire français, né dans la commune.